# 칼 앤더슨 (프로레슬링 선수)
칼 앤더슨(Karl Anderson, 1980년 1월 20일 ~ )은 미국의 남자 프로레슬링선수다. 2002년 프로레슬링에 입문했고 키는 184cm에다가 몸무게는 109kg이다. 피니쉬는 로켓 킥(런닝 싱글 레그 프론트 드롭킥), 다이빙 넥 브레이커, 스피닝 스파인버스터를 사용한다.

## 수상
- EWF 월드 아메리칸 챔피언 1회
- NWA 월드 태그팀 챔피언 1회 - 조이 라이언
- NWA 하트랜드 스테이스 헤비웨이트 챔피언 1회
- IWGP 태그팀 챔피언 4회 - 자이언트 버나드 (1회), 덕 갈로스 (3회)
- G1 태그 리그 (2009)
- 월드 태그 리그 (2012) - 고토 히로키
- 월드 태그 리그 (2013) - 덕 갈로스
- NWF 헤비웨이트 챔피언 1회
- 랭크드 넘버 64 오프 더 탑 500 싱글즈 레슬러 인 더 PWI 500 인 2012
- GHC 태그팀 챔피언 1회 - 자이언트 버나드
- 스템피드 브리티쉬 커먼웰스 헤비웨이트 챔피언 1회
- 태그팀 오프 더 이열 (2011) - 자이언트 버나드
- WWE RAW 태그팀 챔피언 2회 - 루크 갈로스
- 임팩트 월드 태그팀 챔피언 2회 - 덕 갈로스